# Chungking Mansions

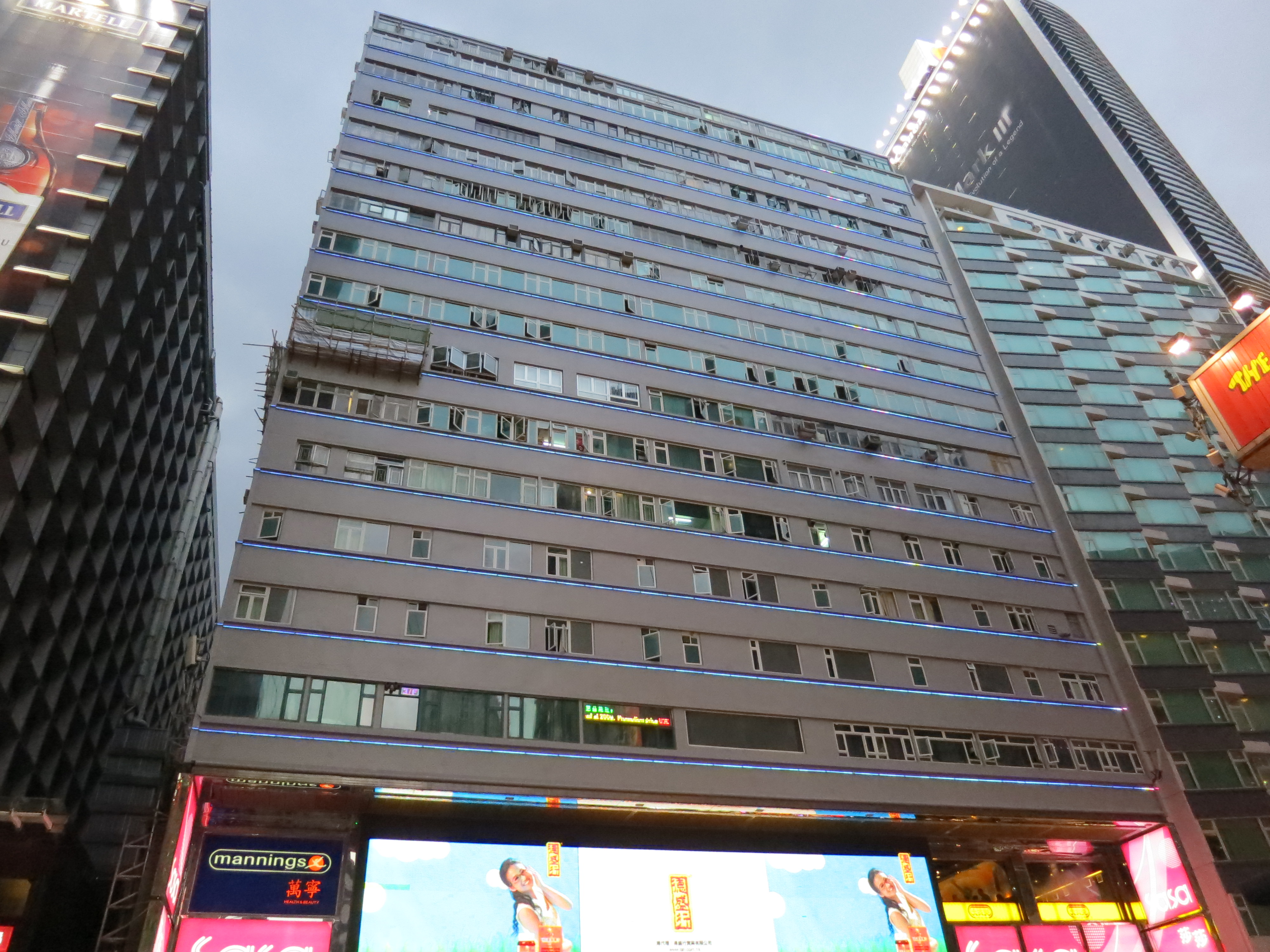
Gebouw A van Chungking Mansions. Het gebouw rechts op de foto is het enige in het blok dat niet tot het complex behoort.

Chungking Mansions is een gebouwencomplex in Hongkong en een knooppunt voor de handel in tweedehands goederen richting de derde wereld. Daarnaast is het een ontmoetingsplaats voor een aantal etnische minderheden in de stad, met name uit India, Nepal, Pakistan en Afrika. Het complex werd gebouwd in 1961 en beslaat bijna een compleet huizenblok in het Yau Tsim Mong District in Kowloon. Oorspronkelijk was het alleen voor bewoning bedoeld en werd het bevolkt door Chinese immigranten.
Tegenwoordig zijn in het complex kleine kantoren, winkels, goedkope hotels en kleine restaurants te vinden. Chungking Mansions Bestaat uit vijf torens van elk zeventien verdiepingen die via de onderste twee verdiepingen met elkaar verbonden zijn. De torens worden toren A t/m E genoemd.
De Amerikaanse antropoloog Gordon Mathews deed onderzoek naar het complex en stelde dat Chungking Mansions het belangrijkste gebouw voor de globalisering van de derde wereld is en dat twintig procent van de mobieltjes die in Sub-Sahara Afrika worden gebruikt hier zijn verhandeld.